# خئا د آلباراسین
خئا د آلباراسین (به اسپانیایی: Gea de Albarracín) یک شهرستان در اسپانیا است که در استان تروئل واقع شده‌است.

## خصوصیات
خئا د آلباراسین ۵۷ کیلومترمربع مساحت و ۴۳۴ نفر جمعیت دارد.